# Alexandre Lezcano
Alexandre Lezcano Veliz (Golfito, 26 agosto 2001) è un calciatore costaricano, portiere dell'Herediano.

## Carriera

### Club
Cresciuto nel settore giovanile dell'Herediano, nel 2021 è stato ceduto in prestito allo Sporting San José dove ha debuttato nella prima divisione costaricana. Nel 2022 è passato, sempre in prestito, al Santos de Guápiles dove ha trascorso una stagione da titolare. Rientrato all'Herediano, è stato confermato in rosa per la stagione 2023-2024 nella quale ha trovato discreto spazio collezionando 18 presenze complessive.
Nell'estate del 2024 è tornato in prestito al Santos Guapilés, ma dopo soli sei mesi ha cambiato squadra passando con la stessa formula al San Carlos.

### Nazionale
Ha giocato nella nazionale costaricana Under-23.
Con la nazionale maggiore costaricana ha partecipato alla CONCACAF Gold Cup nel 2023 e nel 2025.

## Statistiche

### Presenze e reti nei club
Statistiche aggiornate al 7 giugno 2024.
| Stagione        | Squadra            | Campionato      | Campionato | Campionato | Coppe nazionali | Coppe nazionali | Coppe nazionali | Coppe continentali | Coppe continentali | Coppe continentali | Altre coppe | Altre coppe | Altre coppe | Totale | Totale | Totale |
| Stagione        | Squadra            | Comp            | Pres       | Reti       | Comp            | Pres            | Reti            | Comp               | Pres               | Reti               | Comp        | Pres        | Reti        | Pres   | Reti   |        |
| --------------- | ------------------ | --------------- | ---------- | ---------- | --------------- | --------------- | --------------- | ------------------ | ------------------ | ------------------ | ----------- | ----------- | ----------- | ------ | ------ | ------ |
| 2021-2022       | Sporting San José  | PD              | 17         | -25        | -               | -               | -               | -                  | -                  | -                  | -           | -           | -           | 17     | -25    |        |
| 2022-2023       | Santos de Guápiles | PD              | 26         | -32        | CRC             | 1               | -4              | -                  | -                  | -                  | -           | -           | -           | 27     | -36    |        |
| 2023-2024       | Herediano          | PD              | 13         | -11        | CRC             | 1               | -2              | CCC                | 4                  | -8                 | SR+CCAC     | 0           | 0           | 18     | -21    |        |
| 2024-gen. 2025  | Santos de Guápiles | PD              | 16         | -26        | CRC             | 1               | 0               | -                  | -                  | -                  | -           | -           | -           | 17     | -26    |        |
| gen.-giu. 2025  | San Carlos         | PD              | 20         | -22        | CRC             | 0               | 0               | -                  | -                  | -                  | -           | -           | -           | 20     | -22    |        |
| Totale carriera | Totale carriera    | Totale carriera | 92         | -116       |                 | 3               | -6              |                    | 4                  | -8                 |             | 0           | 0           | 99     | -130   |        |

## Palmarès

### Club

#### Competizioni nazionali
- Campionato costaricano: 1

Herediano: Apertura 2019
- Supercopa de Costa Rica: 2

Herediano: 2020, 2024